# 先锋镇 (望奎县)
先锋镇，是中华人民共和国黑龙江省绥化市望奎县下辖的一个乡镇级行政单位。

## 行政区划
先锋镇下辖以下地区：
先锋村、厢白四村、厢白五村、坤三村、坤四村、散南村、沿江村、三段村、四段村和散北村。